# Karin Keller-Sutterová
Karin Keller-Sutterová, rodným jménem Karin Maria Sutter (* 22. prosince 1963 Uzwil) je švýcarská politička ze strany Liberálů, která od roku 2025 zastává funkci prezidentky Švýcarska a od roku 2019 je zároveň členkou švýcarské Spolkové rady.
Narodila se v roce 1963 v Uzwilu jako nejmladší ze čtyř dětí. Má tři bratry. V mládí studovala tlumočení na vysoké škole Dolmetscherschule v Curychu a politologii na univerzitách v Londýně a Montrealu. Posléze získala postgraduální vzdělání v pedagogice na Freiburské univerzitě. Během svého studia pracovala jako překladatelka a tlumočnice. V roce 1992 se začala angažovat ve švýcarské komunální politice.
V roce 2023 byla deníkem Financial Times označena jako jedna z nejvlivnějších žen současnosti. V lednu 2024 se stala švýcarskou viceprezidentkou a v lednu 2025 se ujala funkce prezidentky Švýcarska, když ve funkci nahradila Violu Amherdovou.
Do popředí médií se dostala mj. v srpnu 2025, když narychlo odletěla do Spojených států amerických vyjednávat s americkým prezidentem Donaldem Trumpem o možnosti snížení 39% cel, které americká vláda na Švýcarsko o několik dní dříve uvalila.